# Henri Giraud
Henri Honoré Giraud (Pariz, 18. siječnja 1879. – Dijon, 11. ožujka 1949.), francuski general koji je bio zarobljen tijekom oba svjetska rata, ali je oba puta uspio pobjeći iz zarobljeništva. 

## Životopis
Giraud je rođen u Parizu u obitelji alzaškog podrijetla. Školovao se na vojnoj akademiji Saint-Cyr te je jedno vrijeme služio u Maroku prije nego što je pozvan natrag po početku Prvog svjetskog rata. S činom satnika, Giraud je teško ranjen tijekom bitke kod Charleroija u kolovozu 1914. godine. Francuzi su smatrali kako je umro na bojištu, no Nijemci su ga pronašli i uzeli kao ratnog zarobljenika te su ga poslali u kamp u Belgiju. Giraud je uspio pobjeći dva mjeseca kasnije, praveći se da je član putujućeg cirkusa. Zatražio je pomoć medicinske sestre Edith Cavell te se, preko Nizozemske, vratio u Francusku. 
Godine 1933. vraća se u Sjevernu Afriku kako bi pomogao u borbi protiv pobunjenika u Maroku. Pomogao je u zarobljavanju pobunjenika Abd el-Krima, zbog čega je odlikovan Legijom časti. U međuratnom razdoblju je i predavao na "École de Guerre", držeći vojnu strategiju. Jedan od njegovih tadašnjih učenika bio je i Charles de Gaulle. 
Giraud je Drugi svjetski rat dočekao kao zapovjednik savezničkih jedinica na sjeveru Francuske. Ipak, nakon pada Sedana, postao je ratni zarobljenik i odveden u Njemačku. Izveden je pred vojni sud zbog pogubljenja dvojice njemačkih sabotera koji su bili odjeveni u civilnu odjeću, no oslobođen je i poslan u dvorac Königstein blizu Dresdena, zapravo zatvor za ratne zarobljenike. Kao i u Prvom svjetskom ratu, Giraud je planirao pobjeći. Dvije je godine pomno planirao svoj bijeg. Naučio je njemački i upamtio zemljovid okolice dvorca. Sam je izradio dovoljno dugo uže da se spusti kroz prozor i jednostavno kodiranim telegramom informirao obitelj o svom bijegu. Dana 17. travnja 1942., spustio se niz dvorac i, obrijan i noseći tirolski šešir, otišao do Schandaua. Tamo ga je čekao operativac s odjećom, novcem i lažnim dokumentima. Vlakom je uspio doći do švicarske granice, a onda se probijao kroz planine kako bi izbjegao stražare. Na kraju je otkriven i poslan u Basel. Giraud je uspio pobjeći u Višijevsku Francusku, gdje je otkrio svoj identitet i pokušao nagovoriti Pétaina da digne otpor protiv Trećeg Reicha, čiji je poraz bio izvjestan. Njegova ideja je odbačena, no vlada u Vichyju ga je odbila izručiti Njemačkoj. 
Vijest o Giraudovom bijegu ubrzo se pročula po cijeloj Francuskoj. Pierre Laval ga je pokušao nagovoriti da se vrati u Njemačku, no Giraud je to odbio. Ostao je vjeran Pétainu i Višijevskoj vladi, no odbio je podržati Njemačku. U međuvremenu, kako bi se osvetio, Heinrich Himmler je naredio da ga se pokuša ubiti i da se uhite svi članovi njegove obitelji koje uspiju pronaći, što je Girauda trebalo odbiti od suradnje sa Saveznicima. Ukupno sedamnaest članova Giraudove šire obitelji je uhićeno. Saveznici su ubrzo kontaktirali Girauda, kojemu su dali nadimak "Kingpin". Dogovoreni su planovi za njegovo oslobođenje u sklopu savezničkog iskrcavanja u Sjevenoj Africi. Giraud se uputio u Francuski Alžir gdje je, nakon atentata na admirala Darlana, imenovan vrhovnim zapovjednikom francuskih snaga koje su prešle na stranu Saveznika. Giraud je osobno naredio da se Darlanov atentator, mladi monarhist Fernand Bonnier de La Chapelle, izvede pred sud. 
Vođa Slobodne Francuske, Charles de Gaulle, složio se s tim da Giraud, kao vojno iskusniji, ostane vrhovni zapovjednik dok je za sebe rezervirao političke funkcije. Obojica su sudjelovala na konferenciji u Casablanci 1943. godine, zajedno s Churchillom i Rooseveltom. Nedugo zatim, obojica su postali dopredsjednici Francuskog komiteta Narodnog oslobođenja, no tu su se pojavile prve nesuglasice. Naime, de Gaulle je, kao bolji poznavatelj političkih prilika, gradio svoju karijeru na štetu Giraudove, koji je sam sebi odmogao nekolicinom pogrešnih poteza. Prvi od njih je bilo slanje dvaju francuskih razarača na Korziku kako bi pomogao ustanicima, ali mimo Komiteta, dok je drugi bilo održavanje vlastite obavještajne mreže. Zbog prvog je izgubio predsjedničko mjesto, a zbog drugog je razriješen dužnosti vrhovnog zapovjednika. Iako mu je ponuđen drugi položaj, Giraud se 1944. povukao u mirovinu. U ožujku 1944. godine primio je telegram sućuti od Winstona Churchilla zbog smrti svoje kćeri, koja je uhićena u Tunisu i odvedena sa svoje četvero djece. Dana 28. kolovoza 1944. preživio je pokušaj atentata u Alžiru. 
U lipnju 1946. izabran je u skupštinu kao republikanski zastupnik te je pomogao u izradi ustava Četvrte Republike. Nakon rata je objavio i dvije knjige u kojima je opisao svoje doživljaje iz rata. Umro je 11. ožujka 1949. u Dijonu. 